# AMPA-Rezeptor 1
AMPA-Rezeptor 1 (auch ionotroper Glutamatrezeptor vom AMPA-Typ Untereinheit 1) ist ein Protein und AMPA-Rezeptor aus der Gruppe der ionotropen Glutamatrezeptoren.

## Eigenschaften
Der AMPA-Rezeptor 1 ist ein Rezeptor mit Ionenkanal für Kationen und wird im Gehirn gebildet. Nach Bindung von L-Glutamat erfolgt eine Konformationsänderung, wodurch der Ionenkanal kurzzeitig geöffnet wird und ein Aktionspotential entsteht. Die Inaktivierung erfolgt auch bei gebundenem Liganden. Die Reaktivierung des Rezeptors erfolgt durch CACNG4, CACNG7 oder CACNG8. Der AMPA-Rezeptor 1 besitzt Disulfidbrücken und ist glykosyliert, palmitoyliert und phosphoryliert.